# レインジャー2号
レインジャー2号（英語: Ranger 2）はNASAのレインジャー計画で製作され、打ち上げられた飛行テスト機。将来の月、惑星間の探査計画に備えるために、レインジャー宇宙機のシステムテスト用機として設計された。レインジャー2号は将来に向けた様々なシステムのテストに加え宇宙線、磁場、放射、微小粒子、地球大気上層部の水素ガスの科学観測が可能なように設計された。

## 設計
レインジャー2号はレインジャーブロック1型設計で、レインジャー1号と同じ設計である。レインジャー2号は1.5mの6角形の土台に、アルミニウムの支柱で補強された円筒形の4mの塔が立っている構造である。土台部分には開くと5.2mの長さになる2台の太陽電池が取り付けられており、土台部分の底部にはハイゲイン指向性パラボラアンテナがつけられている。実験器具やその他の器具は基礎部分と塔の部分の内部に乗せられており、装置類にはライマンα線望遠鏡、気体ルビジウム磁力計、静電気分析器、中エネルギーレンジ粒子検出器、三重同時計数望遠鏡、宇宙線積算電離箱、宇宙塵検知器、シンチレーション検出器などがあった。
通信システムは高利得アンテナと無指向性の中利得アンテナ、ほぼ960MHzで出力0.25Wと3Wの2台の通信機が使われた。電力は2枚のパネルに載せられた8680枚のソーラーセルから供給され、53.5kgの銀･亜鉛電池が利用され、実験用により小さい電池も積まれていた。高度の制御は半導体素子タイミングコントローラー、太陽・地球用センサー、ジャイロスコープ、ピッチロールジェットエンジンで行われた。温度制御は金メッキ・白塗りによる反射とアルミニウムの機体にすることで受動的に行われた。

### 装置類
| 装置              | 装置                           |
| ----------------- | ------------------------------ |
| ライマンα線望遠鏡 | 大気圏外部の水素量の計測研究用 |
| 磁力計            | 惑星間空間での磁力場の計測     |

## ミッション
レインジャー2号は1961年11月18日にケープ・カナベラルから宇宙待機軌道に打ち上げられたが、ロールジャイロが動作不能でアジェナの再稼動ができなかった。このため、計画していた地球重力圏外への軌道に乗せることができず、結果的にレインジャー2号はアジェナによって到達した低地球軌道で立ち往生となり、軌道崩壊によって1961年11月20日に大気圏に再突入した。

## 註
1. ↑  “レインジャー計画”.   JAXA. 2012年1月26日閲覧。